# Joseph Mungai
Joseph James Mungai (* 24. Oktober 1943 in Iringa; † 8. November 2016) war ein tansanischer Politiker der Chama Cha Mapinduzi (CCM), der unter anderem von 1972 bis 1975 sowie erneut zwischen 1980 und 1982 Landwirtschaftsminister, von 2000 bis 2005 Minister für Bildung und Berufsausbildung, 2006 Minister für Landwirtschaft und Nahrungssicherung sowie zwischen 2006 und 2008 Innenminister war.

## Leben
Mungai, Sohn von James Mungai und dessen Ehefrau Marigeritta Semalangalita, 
besuchte von 1951 bis 1958 die Malangali Primary School, zwischen 1959 und 1962 die Tabora Secondary School sowie zuletzt von 1963 bis 1964 die Mkwawa High School. Im Anschluss war er von 1965 bis 1969 als Verkaufsmanager und Handelsvertreter des Nähmaschinenherstellers The Singer Company tätig. 1965 kandidierte er für die damalige Tanganyika African National Union (TANU) im Wahlkreis Mufindi erfolglos für einen Sitz im Parlament. Nach seinem Ausscheiden der Singer Company wurde er 1969 Mitarbeiter des Staatsunternehmens Tanzania Elimu Supplies (TES) und war bereits zwischen 1970 und 1972 deren Geschäftsführer. Im Oktober 1970 kandidierte er abermals für die TANU im Wahlkreis Mufindi für einen Sitz in der Nationalversammlung und konnte sich nunmehr gegen den bisherigen Wahlkreisinhaber John Sanga durchsetzen. Er gehörte der Nationalversammlung zunächst bis 1990 an. Daneben war er zwischen 1970 und 1972 Vorsitzender des Nationalen Sportrates.
Am 17. Februar 1972 wurde Mungai während der Teilnahme an einem Management-Lehrgang in Kanada plötzlich und unerwartet von Staatspräsident Julius Nyerere zum Landwirtschaftsminister in dessen Regierung berufen und war mit 28 Jahre das jüngste Mitglied des Kabinetts, dem er bis 1975 angehörte. Nach seinem Ausscheiden aus dem Parlament war er zwischen 1976 und 1980 Vorsitzender des Bildungstreuhandfonds im Distrikt Mufindi MET (Mufindi Education Trust Fund) sowie zugleich von 1976 bis 1980 Geschäftsführer der Zuckerentwicklungsgesellschaft (Sugar Development Corporation). Nach der Vereinigung der TANU mit der Afro-Shirazi Party (ASP) 1977 wurde er Mitglied der neuentstandenen Partei der Revolution CCM (Chama Cha Mapinduzi). 1979 absolvierte er einen Studiengang der Wirtschaftswissenschaften am University of Colorado System, das er mit einem Diplom beendete. Ein weiteres 1979 begonnenes postgraduales Studium im Fach Verwaltungswissenschaft an der Harvard University schloss er 1980 mit einem Master of Public Administration (MPA) ab.
Nach seiner Rückkehr nach Tansania bekleidete Mungai im Kabinett von Premierminister Cleopa David Msuya zwischen 1980 und 1992 abermals das Amt des Landwirtschaftsministers. Später fungierte er seit 1984 als Vizevorsitzender des Verwaltungsrates der Sokoine University of Agriculture (SUA) in Morogoro und war zudem zwischen 1992 und 2002 Schatzmeister der CCM in der Region Iringa. 1995 wurde er ferner wieder Mitglied der Nationalversammlung, der er als Vertreter der CCM für den Wahlkreis Mufindi Kaskazini nunmehr bis 2010 angehörte. Im Jahr 2000 wurde er Minister für Bildung und Berufsausbildung im Kabinett von Premierminister Frederick Sumaye und bekleidete dieses Ministeramt bis 2005. Im Kabinett von Premierminister Edward Lowassa wurde er im Januar 2006 zunächst für einige Zeit Minister für Landwirtschaft und Nahrungssicherung. In einer Kabinettsumbildung löste er dann am 15. Oktober 2006 John Chiligati als Innenminister ab. Den Posten des Innenministers bekleidete er bis zur Bildung eines neuen Kabinetts durch Premierminister Mizengo Pinda 13. Februar 2008. Dabei wurden Lawrence Masha Innenminister, Mustafa Mkulo Finanzminister sowie Hussein Mwinyi Verteidigungsminister, während Bernard Membe Außenminister blieb.

## Archivversion
1. ↑  Tanzania: Mungai to Buried At His Home Village in Mufindi Saturday. Artikel vom 10. November 2016, abgerufen am 31. Oktober 2017.
2. ↑  Tanzania: Mungai Is Dead. Artikel vom 8. November 2016, abgerufen am 31. Oktober 2017.
3. ↑  Tansania: 15. Oktober 2006
4. ↑  Tansania: 7. Februar 2008

| Personendaten    | Personendaten                             |
| ---------------- | ----------------------------------------- |
| NAME             | Mungai, Joseph                            |
| ALTERNATIVNAMEN  | Mungai, Joseph James (vollständiger Name) |
| KURZBESCHREIBUNG | tansanischer Politiker                    |
| GEBURTSDATUM     | 24. Oktober 1943                          |
| GEBURTSORT       | Iringa                                    |
| STERBEDATUM      | 8. November 2016                          |